# Gare de Villefranche - Vernet-les-Bains
Gare de Villefranche - Vernet-les-Bains – stacja kolejowa w Ria-Sirach, w departamencie Pireneje Wschodnie, w regionie Oksytania, we Francji. Jest zarządzana przez SNCF (budynek dworca) i przez RFF (infrastruktura). 
Została otwarta w 1895 przez Compagnie des chemins de fer du Midi et du Canal latéral à la Garonne. Stacja jest obsługiwana przez pociągi TER Languedoc-Roussillon.

## Położenie
Stacja znajduje się na linii Perpignan – Villefranche - Vernet-les-Bains, w km 513,126, na wysokości 427 m n.p.m.

## Linie kolejowe
- Perpignan – Villefranche - Vernet-les-Bains
- Ligne de Cerdagne